# Nogent-sur-Eure
Nogent-sur-Eure ist eine französische Gemeinde mit 502 Einwohnern (Stand: 1. Januar 2022) im Département Eure-et-Loir in der Region Centre-Val de Loire. Die Gemeinde gehört zum Arrondissement Chartres und zum Kanton Illiers-Combray. Die Einwohner werden Nogentais genannt.

## Geographie
Nogent-sur-Eure liegt etwa neun Kilometer westsüdwestlich von Chartres an der Eure. Umgeben wird Nogent-sur-Eure von den Nachbargemeinden Saint-Georges-sur-Eure im Norden, Fontenay-sur-Eure im Osten und Nordosten, Mignières im Osten und Südosten, Meslay-le-Grenet im Süden und Südosten, Bailleau-le-Pin im Südwesten sowie Chauffours im Westen.

## Bevölkerung
| Bevölkerungsentwicklung    | Bevölkerungsentwicklung | Bevölkerungsentwicklung | Bevölkerungsentwicklung | Bevölkerungsentwicklung | Bevölkerungsentwicklung | Bevölkerungsentwicklung | Bevölkerungsentwicklung | Bevölkerungsentwicklung | Bevölkerungsentwicklung | Bevölkerungsentwicklung | Bevölkerungsentwicklung | Bevölkerungsentwicklung |
| -------------------------- | ----------------------- | ----------------------- | ----------------------- | ----------------------- | ----------------------- | ----------------------- | ----------------------- | ----------------------- | ----------------------- | ----------------------- | ----------------------- | ----------------------- |
| Jahr                       | 1962                    | 1968                    | 1975                    | 1982                    | 1990                    | 1999                    | 2006                    | 2018                    |                         |                         |                         |                         |
| Einwohner                  | 242                     | 231                     | 292                     | 359                     | 424                     | 441                     | 479                     | 503                     |                         |                         |                         |                         |
| Quellen: Cassini und INSEE |                         |                         |                         |                         |                         |                         |                         |                         |                         |                         |                         |                         |

## Sehenswürdigkeiten
- Kirche Saint-Sylvain